# Косімото Такасі
Косімото Такасі (яп. 越本隆志, англ. Takashi Koshimoto; 5 січня 1971, Фукуока) — японський професійний боксер, чемпіон світу за версією WBC (2006) в напівлегкій вазі.

## Професіональна кар'єра
1992 року дебютував на професійному рингу. Усі бої провів в Японії.
Маючи рекорд 23-0-2, 30 січня 2000 року вийшов на бій проти непереможного чемпіона світу за версією WBA в напівлегкій вазі Фредді Норвуда (США) і програв нокаутом в дев'ятому раунді.
29 січня 2006 року вийшов на бій проти чемпіона світу за версією WBC в напівлегкій вазі Чі Ін Джін (Південна Корея) і здобув перемогу розділеним рішенням. У віці 35 років та 24 дні Косімото Такасі став найстарішим боксером Японії, який став чемпіоном світу. Втратив титул 30 липня 2006 року у першому захисті проти Родольфо Лопеса (Мексика), програвши технічним нокаутом в сьомому раунді, після чого завершив кар'єру.